# Flunch
Flunch är en i grunden fransk restaurangkedja i det lägre prissegmentet. Centralt i kedjans koncept är att kunden betalar styckpriser för olika former av kött, fisk eller fågel, medan det man klassar som légumes (tillbehör som pasta, ris och potatis i olika former samt sallad) får tas fritt från en buffé.
Den första Flunch-restaurangen öppnades 1971 i Lille och idag (2010) har företaget restauranger i Frankrike, Spanien, Portugal, Italien, Polen och Ryssland.